# Ruta Provincial E 85 (Córdoba)

## Generalidades
La Ruta Provincial E-85, es una vía de transporte de jurisdicción provincial, ubicada en el extremo sudoeste de la provincia de Córdoba, República Argentina.

Posee una extensión aproximada de 60 kilómetros, sin asfalto, que discurren casi paralelos al ramal del Ferrocarril San Martín, que une las ciudades de Realicó (La Pampa), con Justo Daract (San Luis), pasando por las localidades de Huinca Renancó y Villa Huidobro (ramal actualmente activo para el servicio de cargas).

Su kilómetro cero se ubica al sur de la localidad de Villa Valeria, en el kilómetro 44 de la  RP 27 , y finaliza al alcanzar la  RP 26 , en la localidad de Villa Huidobro.

Su uso está limitado al movimiento habitual del tráfico agrícola: camiones, tractores, camionetas y demás vehículos de uso agrícola.

## Localidades
En su recorrido, esta ruta no atraviesa ninguna localidad, solo parajes que toman el nombre de la estación del ferrocarril. El nombre de las estaciones son: Lecueder, Pegasano y Villa Moderna. Todas en esa secuencia según el kilometraje de la ruta va en aumento.